# Radziechowy
Radziechowy je vesnice v Polsku. Leží asi 70 km jižně od Katovic ve Slezském vojvodství v okrese Żywiec v obci Radziechowy-Wieprz. Radziechowy mají asi 5 000 obyvatel.
Jedná se o jednu z nejstarších obcí v Żywiecké kotlině: byla založena v první polovině 14. století.

## Památky
- kostel sv. Martina, ze 16. století
- křížová cesta Golgota Beskidów